# توغرمه‌پلو
توغْرَمَه‌پلو (به فارسی تاجیکی: Тӯғрамапалав) نوعی غذای رایج در آسیای میانه و تاجیکستان است.
برای تهیهٔ توغرمه‌پلو تکه‌های بزرگ گوشت و سبزی را در آب می‌جوشانند. سپس گوشت را ریز ریز کرده و آب سبزی را می‌گیرند.
به این دو پیاز سرخ‌کرده، ادویه و نمک می‌افزایند.
پس از آماده شدن پلو، خورش را به آن می‌افزایند.